# Sarcoma sinoviale
Il sarcoma sinoviale (conosciuto anche come sinovioma maligno) è una neoplasia rara che si sviluppa primariamente agli arti, spesso in prossimità delle capsule articolari e del peritenonio. È una tipologia di sarcoma dei tessuti molli.
Il nome "sarcoma sinoviale" fu coniato all'inizio del XX secolo, quando alcuni ricercatori ipotizzarono l'origine sinoviale di questa neoplasia avendone constatato le similitudini istologiche e citologiche con altri sinoviomi, nonché la tendenza di questo particolare tipo di sarcoma ad accrescersi in prossimità delle articolazioni. In realtà le cellule da cui si origina questo tumore non sono sempre di origine sinoviale.
Il sarcoma sinoviale primario si localizza in genere nei cosiddetti tessuti molli, vicino alle grandi articolazioni degli arti superiori o degli arti inferiori, ma se ne è documentato lo sviluppo occasionale in molti altri tessuti e organi, come il cervello, la prostata e il cuore.

## Epidemiologia
Il sarcoma sinoviale colpisce ogni anno 1-2 persone su un milione. Il suo picco di incidenza è nel terzo decennio di vita ed è leggermente più comune nelle femmine (rapporto femmine:maschi di 1,2:1).

## Istopatologia
Due distinti tipi di cellule possono essere osservati nel sarcoma sinoviale: il primo è una linea cellulare fibrosa, le cui cellule sono chiamate anche "cellule spinose" o "cellule sarcomatose" e tendono ad avere dimensioni piuttosto ridotte e a formare cordoni tumorali piuttosto uniformi; esse si riscontrano soprattutto a livello del peritenonio; il secondo tipo cellulare comune è costituito da cellule simil-epiteliali. È frequente il riscontro simultaneo di entrambi i tipi di cellule, ed è anzi tipica la presentazione "bifasica" del sarcoma sinoviale, con uno stadio di proliferazione in cui entrambe le linee cellulari sono presenti e abbondanti. In alcui casi, tuttavia, la neoplasia si presenta con cellule scarsamente differenziate o di aspetto esclusivamente fibroso (sarcoma "monofasico"), essendo costituita solo da cordoni di cellule fibrose. In alcuni casi molto rari, l'aspetto monofasico del sarcoma riguarda invece il tipo cellulare simil-epiteliale; in tal caso la diagnosi differenziale del tumore diventa molto difficile.
In alcuni casi, il sarcoma sinoviale presenta analogie istologiche e citologiche con il sarcoma bifenotipico dei seni nasali, anche se dal punto di vista genetico risulta dirimente, a fini diagnostici, una traslocazione cromosomica a livello del cromosoma 18 tipica del sarcoma sinoviale.
Sulla superficie cellulare, in caso di sarcoma sinoviale, si ritrova un'abbondante espressione di citocheratina; sono inoltre espresse altre proteine integrali di membrana, tra cui TLE1, Bcl-2 e il CD99, ma si tratta di molecole a bassa specificità in ambito diagnostico (essendo rilevabili anche in molte altre situazioni cliniche, patologiche e non).
Come per altri sarcomi dei tessuti molli, non esistono criteri ufficiali per determinare il grado istologico del tumore. In Europa, peraltro, si stanno affermando i criteri di Trojani per determinare la stadiazione di questi sarcomi; essi si basano sul grado di differenziazione delle cellule neoplastiche, sull'indice di proliferazione (la frequenza con cui queste cellule compiono processi di mitosi) e il grado di eventuale necrosi tumorale; lo score complessivo basato su questi parametri piò variare da 0 a 6, successivamente può essere convertito in una scala da 1 a 3, dove più il numero è alto e più il tumore risulta aggressivo.

## Clinica

### Segni e sintomi
Il sarcoma sinoviale si presenta inizialmente come una tumefazione tissutale di consistenza relativamente dura, asintomatica se si eccettua la tumefazione stessa; nelle fasi avanzate, questa neoplasia produce anche un quadro clinico indicativo di un coinvolgimento sistemico, provocando astenia e altri sintomi.

### Esami strumentali e di laboratorio
La diagnosi del sarcoma sinoviale è in genere eseguita mediante esame istologico; si può inoltre evidenziare una peculiare traslocazione a livello del cromosoma 18, tipica di queste cellule tumorali.

## Trattamento
Il trattamento della neoplasia è multidisciplinare e può prevedere:
- interventi chirurgici per rimuovere la massa tumorale, asportando anche una quantità ragionevolmente grande di tessuto sano circostante. Il solo intervento chirurgico consente di eradicare la neoplasia in una percentuale di casi compresa tra il 20% e il 70%.[10]
- chemioterapia a base di doxorubicina e ifosfamide, per ridurre il numero delle eventuali metastasi microscopiche.[9] L'effettivo beneficio della chemioterapia sulla sopravvivenza a lungo termine nei pazienti affetti da sarcoma sinoviale non è stato accertato, tuttavia sembra sussistere nel caso di sarcoma ad uno stadio avanzato e caratterizzato da cellule scarsamente differenziate.[11]
- radioterapia per ridurre la probabilità di una recidiva locale del tumore.[9] Come per la chemioterapia, non è accertato l'effettivo aumento della sopravvivenza media a seguito del trattamento radioterapico.[9]

Negli Stati Uniti, nell'agosto 2024, è stato approvato l'utilizzo dell'afamitresgene autoleucel nell'ambito dell'immunoterapia per vari tipi di sarcoma, tra cui quello sinoviale.

## Prognosi
La prognosi del sarcoma sinoviale è discreta e sembra dipendere dallo specifico gene coinvolto nelle mutazioni che stanno alla base dello sviluppo del tumore; i sarcomi causati dalla fusione genica SS18-SSX2, infatti, mostrano un tasso di sopravvivenza del 73% circa a 5 anni dalla diagnosi, mentre in caso di fusione genica SS18-SSX1, la sopravvivenza a 5 anni scende al 53% circa.